# Сара Митић
Сара "Сари" Митић (Ниш, 1995) српска јe манекенка. Била је Мис Јадранске Европе 2013. и прва пратиља на Мис Србије 2016. године.
Сара је рођена и одрасла у Нишу.

## Биографија
Бавила се балетом, пливањем и тенисом. Од 2017. године је студент права.
Она је почела да се бави манекенством са 12 година и учествовала је на многим такмичењима лепоте. Освојила је Мис Бикини Балкана 2012, Мис Туризма Европе 2013, Мис Јадранске Европе 2013, и Мис Порто Карас 2016. године. Била је 1. пратиља Мис Србије 2016. године.
Године 2017. председавала је Мис Јадранске Европе.